# Claude Steele
Claude Mason Steele (Phoenix, 1 de janeiro de 1946) é um psicólogo social e professor emérito na Universidade Stanford, onde ele é o Decano com Financiamento I. James Quillen, Emérito na Escola de Graduação em Educação da Universidade Stanford, e Professor Emérito Lucie Stern em Ciências Sociais.
Anteriormente, ele foi o vice-chanceler executivo e pró-reitor da Universidade da Califórnia, Berkeley. Ele também atuou como o 21º provost da Universidade Columbia por dois anos. Antes disso, ele havia sido professor de psicologia em várias instituições por quase 40 anos.
Ele é mais conhecido por seu trabalho sobre ameaça de estereótipo e sua aplicação ao desempenho acadêmico de estudantes de minorias. Seu trabalho anterior lidou com pesquisas sobre o self (como autoimagem e autoafirmação), bem como o papel da autorregulação em comportamentos aditivos.
Em 2010, ele lançou seu livro, Whistling Vivaldi e Outras Pistas de Como Estereótipos nos Afetam, resumindo anos de pesquisa sobre a ameaça de estereótipo e o desempenho inferior de estudantes de minorias no ensino superior.

## Ameaça do estereótipo
Steele é mais conhecido por seu trabalho na ameaça de estereótipo e sua aplicação para explicar problemas do mundo real, como o desempenho inferior de estudantes do sexo feminino em aulas de matemática e ciências, bem como estudantes negros em contextos acadêmicos. Steele começou a explorar as questões relacionadas à ameaça de estereótipo na Universidade de Michigan, quando sua participação em um comitê universitário o levou a enfrentar o problema do desempenho acadêmico inferior de estudantes de minorias na universidade. Ele descobriu que a taxa de desistência de estudantes negros era muito mais alta do que a de seus colegas brancos, mesmo que fossem bons alunos e tivessem recebido excelentes pontuações no SAT. Isso o levou a formular uma hipótese envolvendo a ameaça de estereótipo.
A ameaça de estereótipo refere-se à ameaça sentida em situações particulares em que estereótipos relevantes para a identidade coletiva de alguém existem, e o mero conhecimento dos estereótipos pode ser distraente o suficiente para afetar negativamente o desempenho em um domínio relacionado ao estereótipo.
Steele demonstrou as amplas implicações da ameaça de estereótipo, mostrando que é mais provável minar o desempenho de indivíduos altamente investidos no domínio ameaçado e que a ameaça de estereótipo pode até levar a pessoas negras a terem resultados significativamente negativos em sua saúde.
As teorias da ameaça de estereótipo podem ser aplicadas para melhor compreender as diferenças de desempenho em grupo não apenas em situações intelectuais, mas também em esportes.
Steele liderou muitas intervenções bem-sucedidas destinadas a reduzir os efeitos negativos da ameaça de estereótipo, incluindo como fornecer feedback crítico de maneira eficaz a um aluno sob os efeitos da ameaça de estereótipo, inspirado no estilo motivador de feedback de seu orientador na pós-graduação, Ostrom, e como as práticas dos professores podem promover uma sensação de segurança de identidade. Isso melhoraria os resultados de desempenho dos estudantes de minorias na escola primária.